# Júlio César Leite
Júlio César Leite (Riachuelo, Sergipe, 6 de novembro de 1896 – Rio de Janeiro, 6 de fevereiro de 1990) foi um político brasileiro.
Filho de Francisco Rubens Leite e Maria Virgínia Acioli Leite. Seu irmão, Augusto César Leite, foi constituinte em 1934 por Sergipe e senador pelo mesmo estado em 1935 e 1937.
Bacharel em direito pela Faculdade de Direito da Universidade Federal do Rio de Janeiro em 1917. Foi eleito senador nas eleições estaduais em Sergipe em 1950, reeleito nas eleições estaduais em Sergipe em 1958 e nas eleições estaduais em Sergipe em 1962.